# Michele Zannotti
Michele Zannotti (San Severo, 27 giugno 1803 – Napoli, 8 aprile 1874) è stato un matematico italiano.
Allievo in patria del medico Antonio Gervasio, si laureò in medicina presso l'ateneo napoletano, ma gli studi di matematica, per la quale provava un appassionato interesse, lo spinsero a conseguire anche la laurea in fisica e matematica (1828). Insegnò dapprima nell'Abbazia di Montecassino, dove ebbe per allievo lo storico e patriota padre Luigi Tosti, quindi, come precettore, a Salerno e infine a Napoli. Nella capitale del Regno gli fu affidata la prima cattedra di Meccanica razionale all'Università e, poi, dal 1862 quella di Fisica e Matematica.
Fu socio dell'Accademia Pontaniana e dell'Istituto d'incoraggiamento alle Scienze e fu insignito della croce di Cavaliere dell'Ordine della Corona d'Italia. Tra le sue opere spiccano Elementi di meccanica, Elementi di fisica positiva, Primi rendimenti di meccanica e di fisica, Elementi di scienza del calcolo ed Elementi di trigonometria rettilinea e sferica.